# Municipio de Coyuca de Benítez
El municipio de Coyuca de Benítez es uno de los 85 municipios que conforman el estado mexicano de Guerrero. Forma parte de la región de la Costa Grande del estado y su cabecera es la ciudad de Coyuca de Benítez.

## Geografía

### Localización y extensión
El municipio de Coyuca de Benítez se localiza al suroeste del estado de Guerrero, en la región de la Costa Grande, y en las coordenadas geográficas 16°55’ y 17°22’ de latitud norte y entre los 99°50’ y 100°22’ de longitud oeste. Respecto a su extensión, cuenta con una superficie total de 1809.49 kilómetros cuadrados. 
Limita al norte con los municipios de Chilpancingo de los Bravo y General Heliodoro Castillo, al sur con el Océano Pacífico, al oeste con Atoyac de Álvarez y Benito Juárez, y al este con Acapulco de Juárez.

## Demografía

### Población
De acuerdo con datos del Censo de Población y Vivienda 2020 realizado por el Instituto Nacional de Estadística y Geografía (INEGI), el municipio de Coyuca de Benítez cuenta con un total de 73 056 habitantes, en dicha cantidad, 37 541 son hombres y 35 515 son mujeres.

### Localidades
En el censo de 2020 el municipio de Coyuca de Benítez contaba con 132 localidades.
| Código INEGI      | Localidad                 | Población (2020) |
| ----------------- | ------------------------- | ---------------- |
| 120210001         | Coyuca de Benítez         | 13 866           |
| 120210008         | Bajos del Ejido           | 5 831            |
| 120210062         | Tixtlancingo              | 3 602            |
| 120210060         | Tepetixtla                | 3 106            |
| 120210003         | Aguas Blancas             | 2 125            |
| 120210040         | Platanillo                | 1 971            |
| 120210038         | El Papayo                 | 1 860            |
| 120210064         | Valle del Río             | 1 673            |
| 120210035         | Los Mogotes               | 1 506            |
| 120210023         | El Conchero               | 1 484            |
| 120210025         | El Embarcadero            | 1 456            |
| 120210045         | Pueblo Viejo              | 1 378            |
| 120210033         | Las Lomas                 | 1 351            |
| 120210024         | Ejido Viejo               | 1 334            |
| 120210066         | Yetla                     | 1 318            |
| 120210017         | El Cayaco                 | 1 293            |
| 120210123         | Luces en el Mar           | 1 276            |
| 120210022         | Las Compuertas            | 1 189            |
| 120210037         | Ocotillo                  | 1 165            |
| 120210054         | San Salvador de las Pozas | 1 127            |
| 120210027         | El Espinalillo            | 1 080            |
| Otras localidades | Otras localidades         | 22 065           |
| Total municipal   | Total municipal           | 73 056           |